# Vesna Pisarović
Vesna Pisarović (née le 9 avril 1978 à Brčko, Yougoslavie (aujourd'hui en Bosnie-Herzégovine) est une chanteuse croate, populaire en Croatie et en Bosnie-Herzégovine. Elle a représenté la Croatie au Concours Eurovision de la chanson en 2002 avec la chanson "Everything I want" et a terminé 11e.